# Stockton (Kansas)
Stockton is een plaats (city) in de Amerikaanse staat Kansas, en valt bestuurlijk gezien onder Rooks County.

## Demografie
Bij de volkstelling in 2000 werd het aantal inwoners vastgesteld op 1558.
In 2006 is het aantal inwoners door het United States Census Bureau geschat op 1439, een daling van 119 (-7,6%).

## Geografie
Volgens het United States Census Bureau beslaat de plaats een oppervlakte van
3,4 km², geheel bestaande uit land. Stockton ligt op ongeveer 549 m boven zeeniveau.

## Plaatsen in de nabije omgeving
De onderstaande figuur toont nabijgelegen plaatsen in een straal van 28 km rond Stockton.